# Bakoa
Bakoa là một chi thực vật có hoa trong họ Ráy

## Loài
Chi này gồm các loài sau:
- Bakoa brevipedunculata (H.Okada & Y.Mori) S.Y.Wong
- Bakoa lucens (Bogner) P.C.Boyce & S.Y.Wong
- Bakoa nakamotoi S.Y.Wong

## Hình ảnh

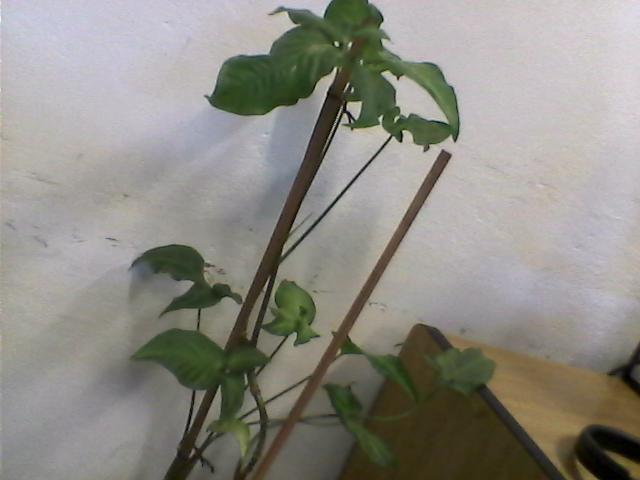